# Oberricken
Der Oberricken ist ein Gebirgspass im Schweizer Kanton St. Gallen. Er führt von St. Gallenkappel über Rüeterswil und Walde zum Zentrum der Ortschaft Ricken auf dem Rickenpass und bildet damit eine Alternativroute zur Hauptstrasse 8. Die Passhöhe liegt auf einer Höhe von 906 m; auf einem Hinweisschild an der Passhöhe steht allerdings «Oberricken 908 m».
Im Weiler Oberricken steht das «Pilgerhaus Jeanne d’Arc», eine Station auf dem Schwabenweg (Jakobsweg).
Auf der Nordostseite des Passes befindet sich der Truppenübungsplatz Cholloch.